# Pilota blanca
La pilota blanca és una modalitat de pilota valenciana, recuperada per les falles, les quals l'anomenen joc de carrer o joc faller. La modalitat practicada a les falles va ser creada per a facilitar el procés d'aprenentatge del joc.

## Història
La pilota blanca és una modalitat practicada, avui en dia, en exclusiva amb motiu de les falles de València, però es té constància que era practicada antigament a la comarca de l'Horta Nord. El primer campionat faller de pilota data de 1996, amb huit equips de cinc falles diferents, i cap a l'any 2010 s'arribaven a 516 jugadors repartits en 82 equips de 46 falles diferents.
Els precursors de la implantació d'aquesta modalitat a les comissions falleres foren Pep Chiral (vicepresident de la Junta Central Fallera), Juan Contreras (vicepresident de la Federació de Pilota Valenciana, els periodistes Alberto Soldado i Aureli López i l'empresari José Luis López.

## Terreny de joc
Tradicionalment, i adient-se al nom de "Joc de carrer", a "Pilota blanca" es jugava al carrer, però actualment, amb la popularització de les falles i l'augment de practicants, també es juga als carrers artificials i als trinquets.
Hom col·loca una corda, que separa les dues meitats del camp, a 1,80m d'alçària. També es marca amb guix la "ratlla de treta". No hi ha, però, cap línia de quinze, ni a la banca ni al rest.

## Pilota
Com el seu nom indica, a aquesta modalitat es juga amb una pilota de pell de color blanc.

## Regles[4]
La Pilota blanca és una modalitat d'estil directe, és a dir, els jugadors s'acaren els uns als altres. Malgrat jugar-se al carrer, no hi ha ratlles (com en les llargues), i es juga per dalt corda (com la galotxa i l'escala i corda).
Els equips estan formats per 3 jugadors cadascun, en les posicions habituals de rest, mitger i punter.
Cada quinze comença quan el rest a la meitat del camp del dau trau de palma des de la ratlla de treta llençant la pilota sobre la corda perquè caiga en camp contrari sense tocar cap paret lateral. A partir d'aquí els jugadors colpegen la pilota al primer bot en terra o a l'aire sense comptar els rebots a les parets (que són "aire") i provant de dificultar que el rival torne la pilota
Hom perd el quinze quan la pilota dona dos o més bots en camp propi, no creua la corda, passa per sota o toca la corda, així com en cas que un jugador toque la pilota amb qualsevol altra part del cos que no siga la mà, o dos jugadors del mateix equip toquen la pilota de seguit.